# Pardosa zhangi
Pardosa zhangi là một loài nhện trong họ Lycosidae.
Loài này thuộc chi Pardosa. Pardosa zhangi được Da-xiang Song & Joachim Haupt miêu tả năm 1995.